# Жан II (герцог Брабанта)
Жан II Брабантский по прозвищу Тихий (фр. Jean II de Brabant; 27 сентября 1275 — 27 октября 1312, Тервюрен, Фламандский Брабант) — герцог Брабанта и Лимбурга с 1294 года. Его отцом был Жан I, передавший ему свои титулы, а матерью — Маргарита Фландрская.
Во время своего правления Жан II возвёл Берсельский замок (1300—1310) в местечке Берсел (Фландрия), который стал частью полосы укреплений города Брюссель в неспокойные годы более поздних эпох. Его место занял сын Жан III.